# Miniac-sous-Bécherel
Miniac-sous-Bécherel (bret. Minieg-Begerel) – miejscowość i gmina we Francji, w regionie Bretania, w departamencie Ille-et-Vilaine.
Według danych na rok 1990 gminę zamieszkiwało 516 osób, a gęstość zaludnienia wynosiła 38 osób/km² (wśród 1269 gmin Bretanii Miniac-sous-Bécherel plasuje się na 818. miejscu pod względem liczby ludności, natomiast pod względem powierzchni na miejscu 716.).